# 常呂川

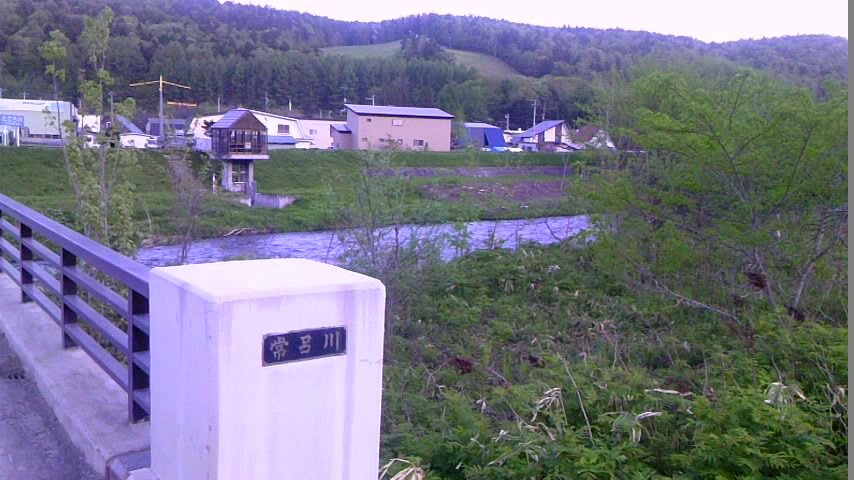
置戸町学友橋より川名銘板とともに上流方面を望む

常呂川（ところがわ）は、北海道オホーツク総合振興局管内を流れオホーツク海へ注ぐ一級河川。常呂川水系の本流である。オホーツク海側では最大の河川であり、サケも遡上する。
「常呂」の語源は、アイヌ語地名研究者の山田秀三によると、「ト・コㇿ・ペッ」（沼を持つ川）と解されるが、今は湖沼とつながっていない。また、『永田地名解』によると、昔の常呂川はライ・トコロ（死んだトコロ川）と呼ぶ支流が本流で、サロマ湖とつながっていたことに由来するとしている。

## 地理
北海道常呂郡置戸町西部付近にある三国山に源流を発し、北東に流れる。鹿ノ子ダムを経由し、北見市常呂町字常呂でオホーツク海に注ぐ。
上流は森林資源が豊富で、林業や木材加工業が盛んである。中流域の北見盆地には肥沃な土地を生みだし、米、小麦、テンサイ、タマネギなど多様な作物が作られている。下流の平野でも畑作が盛んである。

## 流域の自治体
北海道
常呂郡置戸町、訓子府町、北見市

## 支流
括弧内は流域の自治体
- 上ホロカトコロ川（置戸町）
- 仁居常呂川（置戸町）
  - 林班界の沢川（置戸町）
- オンネアンズ川（置戸町）
  - ポンオンネアンズ川（置戸町）
- 緑川（置戸町）
- 種川（置戸町）
- 愛の川（置戸町）
- ホロイッチャン川（置戸町、訓子府町）
- ケトナイ川（置戸町、訓子府町）
  - ポンケトナイ川（訓子府町）
- シルコマベツ川（訓子府町）
- オシマ川（訓子府町）
- 第二オロムシ川（訓子府町）
  - オロムシ川（訓子府町）
- 上常呂川（訓子府町、北見市）
- 別着の沢川（北見市）
- サラキシエナイ川（北見市）
- イワサキ川（北見市）
- 訓子府川（置戸町、訓子府町、北見市）
- 無加川（北見市）
  - イトムカ川（北見市）
  - 丸山沢川（北見市）
  - 十八号沢川（北見市）
  - ペンケビバウシ川（北見市）
  - パンケビバウシ川（北見市）
  - 奔無加川（北見市）
  - 大久保川（北見市）
  - 東無加川（北見市）
  - 相内川（北見市）
  - 屯田川（北見市）
  - 小町川（北見市）
- シュブシュブナイ川（北見市）
- 小石川（北見市）
- 松下川（北見市）
- チャシポコマナイ川（北見市）
- トペンピラウシナイ川（北見市）
- 小幡川（北見市）
- キナチャウシナイ川（北見市）
- オンネシルクタウシナイ川（北見市）
- 仁頃川（北見市）
  - 毛当別川（北見市）
    - ポン毛当別川（北見市）

  - ルクシニコロ川（北見市）
  - 金尾内川（北見市）
  - ポンニコロ川（北見市）
  - 登位加川（北見市）
- ポン隈川（北見市）
- 隈川（北見市）
- 日吉川（北見市）
- 柴山沢川（北見市）
- 東亜川（北見市）
- トコロ幌内川（北見市）
- 福山川（北見市）
  - イワケシュ川（北見市）
- 伊藤沢川（北見市）

## 主な橋梁
- 勝山橋 - 北海道道211号春日置戸線
- 拓殖橋 - 国道242号
- 置戸橋
- 学友橋
- 境野四号橋
- 境野一号橋
- 清住橋
- 訓子府大橋 - 北海道道143号北見白糠線
- 叶橋
- 穂波橋
- 日の出橋 - 北海道道494号訓子府津別線
- 金比羅橋 - 北海道道986号置戸訓子府北見線
- 開成橋 - 北海道道27号北見津別線
- 蘭国橋
- 蘭栄橋
- 観月橋
- 若松大橋 - 北海道道122号北見端野美幌線
- 見晴大橋（人道橋の見晴橋を自動車用に架け替え）[3]
- 北見大橋
- 端野橋 - 北海道道1024号川向端野線
- 中央橋
- 端野大橋 - 国道39号
- 忠志橋
- 日吉橋
- 栄福橋
- 太幌橋
- 共立橋
- 常呂大橋 - 国道238号
- 常呂橋 - 北海道道1033号土佐東浜線